# JRA賞最優秀マイラー
JRA賞最優秀マイラー（ジェイアールエーしょう さいゆうしゅう まいらー）は、JRA賞の競走馬部門の1つ。
2023年度より新設される賞で該当年度中にマイル路線で活躍した競走馬に対して記者投票を行いその合計票数が1位だった馬が選出される。
これまでマイル路線（1400～1600メートル）で活躍した馬は、2022年まではJRA賞最優秀短距離馬という部門にて表彰されることになっていたが、2023年より現行の国内外の競馬の競走体系に合わせることや、受賞機会を増やすことで、厩舎・生産者などの関係者に新たな目標となり、競走馬の資質向上が期待できることを目的にスプリンター路線（1400メートル未満）の馬が対象のJRA賞最優秀スプリンターとの区分化を図るために設けられることになった。

## 歴代受賞馬
年度代表馬は太字で、その他の賞を同時受賞している場合は斜字で表記。
| 年     | 受賞馬         | 性齢 | 年度成績 （年度重賞勝ち鞍）                                   | 生産者           | 調教師   | 馬主                     | 騎手     | 得票数  |
| ------ | -------------- | ---- | ------------------------------------------------------------- | ---------------- | -------- | ------------------------ | -------- | ------- |
| 2023年 | ソングライン   | 牝5  | 5戦2勝（中央3戦2勝、海外2戦0勝） 安田記念、ヴィクトリアマイル | ノーザンファーム | 林徹     | （有）サンデーレーシング | 戸崎圭太 | 275/295 |
| 2024年 | ソウルラッシュ | 牡6  | 5戦2勝（中央4戦2勝、海外1戦0勝） マイルチャンピオンシップ     | 下河辺牧場       | 池江泰寿 | 石川達絵                 | 団野大成 | 182/256 |